# Chiretolpis rhodia
Chiretolpis rhodia är en fjärilsart som beskrevs av Walter Rothschild och Karl Jordan 1901.
Chiretolpis rhodia ingår i släktet Chiretolpis och familjen björnspinnare. Inga underarter finns listade i Catalogue of Life.